# Dailodontus
Dailodontus é um género de coleópteros carabídeos pertencente à subfamília Anthiinae.

## Espécies
O género Dailodontus contém as seguintes espécies:
- Dailodontus cayennensis (Dejean, 1826)
- Dailodontus clandestinus (Klug, 1834)